# Ninja Turtles (film)
Cet article concerne le film de Jonathan Liebesman. Pour le film de Steve Barron, voir Les Tortues ninja.
Pour les articles homonymes, voir Tortue (homonymie) et Ninja (homonymie).
Série
Ninja Turtles 2
(2016)
Pour plus de détails, voir Fiche technique et Distribution.
Ninja Turtles (Teenage Mutant Ninja Turtles) ou Les Tortues Ninja au Québec est un film de science-fiction américain réalisé par Jonathan Liebesman et sorti en 2014.
Le film débute alors que New York subit depuis quelque temps la criminalité causée par le Clan des Foot, dirigé par le terrible Shredder. Ce dernier contrôle toute la ville, de la police jusqu'aux politiques. Les Tortues Ninja sortent alors des entrailles de la Terre pour l’affronter. Ces quatre frères pourront compter sur le soutien de la jeune reporter April O'Neil et de son cameraman Vernon Fenwick.

## Synopsis
La ville de New York est en proie à une vague de crimes commis par un groupe de terroristes connu sous le nom de Clan des Foot. Dans le but de recueillir des preuves concernant le Clan, April O'Neil, journaliste à Channel 6, mène une enquête nocturne sur un quai où elle surprend des soldats du Clan transportant du matériel toxique dans le port. Elle est témoin d'un justicier invisible affrontant les soldats et laisse derrière lui un symbole. Malgré l'incrédulité de sa superviseure et de ses collègues, April continue ses investigations. Plus tard, lors d'un événement caritatif organisé par Sacks Industries, elle rencontre le PDG de l'entreprise, Eric Sacks, qui était le partenaire de laboratoire de son défunt père.
Le chef du Clan, Shredder, frustré par le justicier, ordonne à sa lieutenant Karai d’attirer cet étrange justicier en utilisant des otages. April devient elle aussi otage et est secourue par quatre figures mystérieuses qui maîtrisent les Foot et libèrent les otages. Sur un toit, elle découvre que les justiciers sont des tortues mutantes anthropomorphes qui maîtrisent l’art du ninja. Splinter, leur maître, explique que les tortues ont été sauvées du feu et libérées dans l'égout par April elle-même. Les tortues ont évolué en une version humanoïde d'eux-mêmes grâce au mutagène dans leur sang. Splinter a assumé le rôle de leur père en prenant le père d'April comme exemple.
Lorsqu'April révèle sa découverte des tortues à Sacks, Splinter lui apprend que Sacks travaillait avec Shredder et que le père d'April a été tué par Sacks après avoir découvert leurs intentions malveillantes sur le mutagène. Grâce à la carte de Sacks, qui est en fait un émetteur, Shredder et les Foots trouvent leur repaire. Splinter confronte Shredder en armure, mais les tortues sont capturées et emmenées chez Sacks pour extraire leur mutagène.
Raphaël, qui a réussi à s'échapper, libère ses frères avec l'aide d'April et Vernon. Chez Sacks, ils découvrent que Sacks a l'intention de créer un antidote à partir de leur sang mutagène pour en tirer une fortune et s'emparer de la ville. Les tortues combattent Shredder pendant que April injecte de l’adrénaline aux autres tortues pour les remettre en forme. Ils se rendent ensuite chez Sacks Industries pour empêcher la propagation du virus et stopper Sacks, qui révèle avoir tué le père d'April. Pendant le combat, les poutres de soutien de la tour s'effondrent. Les tortues empêchent la tour de tomber et infecter la ville, tandis qu'April confronte Shredder au mutagène. La tour finit par s'effondrer, et les tortues rattrapent April durant sa chute. Shredder est capturé par la police, et les tortues retournent dans les égouts.
Les tortues croient que leur fin est proche et décident de confesser leurs secrets. Raphaël révèle son attachement à ses frères. Cependant, ils atterrissent sains et saufs dans la rue et disparaissent avant que les humains ne les trouvent. Ils retournent dans les égouts où ils donnent le mutagène à Splinter, qui commence à se rétablir.
Quelque temps plus tard, April retrouve Vernon, qui essaie de lui proposer un rendez-vous, mais les tortues apparaissent dans un "Turtle Van" spécial modifié pour remercier April de garder leur secret. Michelangelo, par inadvertance, fait exploser la nouvelle voiture de Vernon avec une fusée. Les tortues décident de partir avant l'arrivée de la police, mais Mikey essaie de séduire April en chantant "Happy Together" du groupe The Turtles, ce qui amuse April et irrite ses frères.

## Fiche technique
- Titre original : Teenage Mutant Ninja Turtles
- Titre français : Ninja Turtles
- Réalisation : Jonathan Liebesman
- Scénario : Josh Appelbaum, André Nemec et Evan Daugherty, d'après les personnages créés par Kevin Eastman et Peter Laird
- Direction artistique : Scott P. Murphy
- Décors : Neil Spisak
- Costumes : Sarah Edwards
- Photographie : Lula Carvalho
- Montage : Joel Negron et Glen Scantlebury
- Musique : Brian Tyler
- Production : Michael Bay, Andrew Form, Bradley Fuller, Scott Mednick et Galen Walker
- Sociétés de production : Nickelodeon Movies et Platinum Dunes
- Sociétés de distribution : États-Unis : Paramount Pictures
- Budget : 125 millions de dollars[2]
- Pays d’origine :  États-Unis
- Langues originales : anglais et japonais
- Format : couleur - 35 mm - 2,39:1 - son Dolby Digital
- Genre : Science-fiction, action, aventure et comédie
- Durée : 103 minutes
- Dates de sortie[3] :
  - États-Unis : 3 août 2014 (avant-première)
  - États-Unis et Canada : 8 août 2014[3],[4]
  - Belgique, Suisse et France : 15 octobre 2014[5]

## Distribution

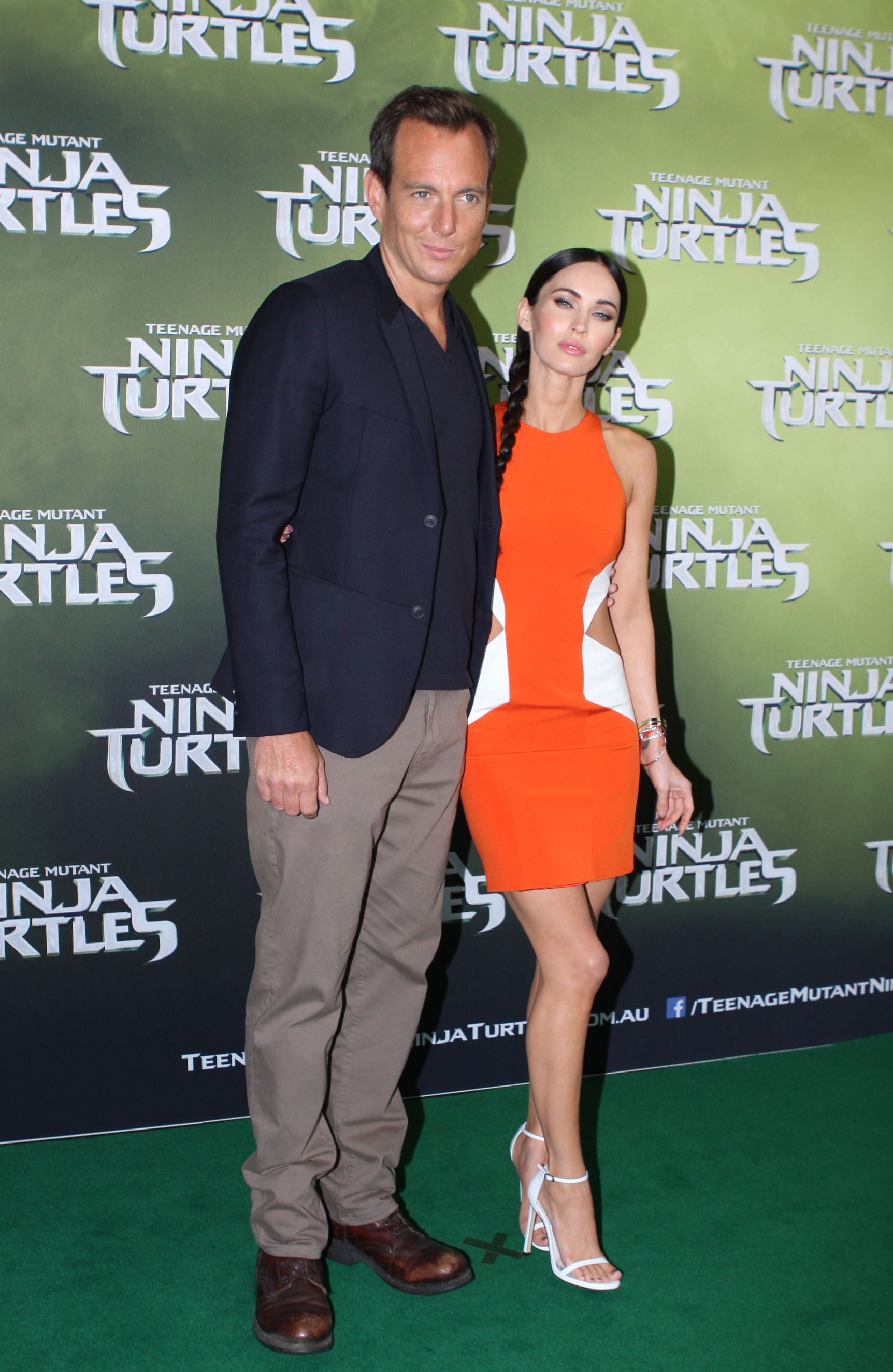
Will Arnett (Vernon Fenwick) et Megan Fox (April O'Neil) lors d'une projection du film à Sydney.

- Megan Fox (VF : Caroline Anglade ; VQ : Catherine Proulx-Lemay) : April O'Neil
- Pete Ploszek (capture de mouvement) et Johnny Knoxville (voix) (VF : Franck Lorrain ; VQ : Patrice Dubois) : Leonardo
- Alan Ritchson (VF : Julien Allouf ; VQ : Martin Desgagné) : Raphael
- Noel Fisher (VF : Adrien Larmande ; VQ : Nicholas Savard L'Herbier) : Michelangelo
- Jeremy Howard (VF : Nathanel Alimi ; VQ : Philippe Martin) : Donatello
- William Fichtner (VF : Guy Chapellier ; VQ : Jean-Luc Montminy) : Eric Sachs
- Tohoru Masamune (VF : Akihiro Nishida ; VQ : Stéphane Rivard) : Shredder
- Danny Woodburn (capture de mouvement) et Tony Shalhoub (voix[6]) (VF : Michel Papineschi ; VQ : Manuel Tadros) : Maître Splinter
- Will Arnett (VF : Jérémie Covillault ; VQ : Daniel Picard) : Vernon Fenwick
- Whoopi Goldberg (VF : Maïk Darah ; VQ : Anne Caron) : Bernadette Thompson
- Minae Noji (en) (VF : Yumi Fujimori) : Karai
- Abby Elliott : Taylor, la colocataire d'April
- Taran Killam (en) : McNaughton
- Paul Fitzgerald : Dr O'Neil
- K. Todd Freeman : Baxter Stockman
- Malina Weissman : April, jeune

Sources et légendes : version française (VF) sur AlloDoublage et version québécoise (VQ) sur Doublage.qc.ca

## Production

### Développement
En mai 2011, Paramount Pictures et Nickelodeon chargent Michael Bay et sa société Platinum Dunes de produire un reboot de la saga. Nickelodeon a acquis la totalité des droits et la propriété intellectuelle des Tortues ninja. Le studio souhaite ensuite engager Matt Holloway et Art Marcum pour qu'ils écrivent le film. John Fusco écrit finalement une version qui, selon le cocréateur des Tortues ninja Kevin Eastman, n'a pas plu à la Paramount. Un an plus tard, Josh Appelbaum et André Nemec sont engagés pour réécrire le script,. En février 2012, Jonathan Liebesman est choisi comme réalisateur, après avoir été en concurrence avec Brett Ratner. En mars 2012, Paramount annonce la sortie pour Noël 2013.
Michael Bay révèle ensuite que le film s'intitulera Ninja Turtles et que les Tortues seront issues d'une race extraterrestre,, ce qui provoquera de nombreuses critiques de fans. Ces critiques sont cependant tempérées par les créateurs de la bande dessinée original, Kevin Eastman et Peter Laird, qui apportent leur soutien à Michael Bay, tout comme Corey Feldman, qui avait prêté sa voix à Donatello.
En juin 2012, Kevin Eastman révèle que le personnage d'April O'Neil ne sera pas une adolescente de 16 ans comme dans la série télévisée d'animation de 2012, que Ken Watanabe ferait un excellent Shredder et que les combats du film rappelleront ceux de Fist of Legend et The Raid. En avril 2013, le titre original est ensuite rallongé en Teenage Mutant Ninja Turtles.

### Casting
En février 2013, Megan Fox est annoncée pour le rôle d'April O'Neil, alors que Jessica Biel avait exprimé son souhait de l'obtenir.

### Tournage
Le tournage débute le 22 mars 2013 à Tupper Lake dans l'État de New York. Il a ensuite lieu à New York, au Jones Beach State Park, sous le nom de code "four squared" (4SQ).
Le tournage s'achève le 3 août 2013.

### Musique
Albums de Brian Tyler
Thor : Le Monde des ténèbres
(2013) Expendables 3
(2014)
Bandes originales de Tortues ninja
TMNT : Les Tortues Ninja
(2007) Ninja Turtles 2
(2016)
La musique du film est composée par Brian Tyler.
La chanson thème du doublage japonais est "Secret de Onegaishimasu" de Rip Slyme,. La chanson thème du doublage chinois est "Born to Fight" de UNIQ,.
Liste des titres
| 1.    | Teenage Mutant Ninja Turtles                     | 4:45 |
| 2.    | Adolescent Genetically Altered Shinobi Terrapins | 4:31 |
| 3.    | Splinter vs. Shredder                            | 6:25 |
| 4.    | Origins                                          | 6:02 |
| 5.    | Brotherhood                                      | 1:19 |
| 6.    | Turtles United                                   | 4:10 |
| 7.    | Rise of the Four                                 | 3:34 |
| 8.    | The Foot Clan                                    | 3:17 |
| 9.    | Shellacked                                       | 6:47 |
| 10.   | Project Renaissance                              | 1:57 |
| 11.   | Shortcut                                         | 4:41 |
| 12.   | Shredder                                         | 5:59 |
| 13.   | Cowabunga                                        | 4:35 |
| 14.   | 99 Cheese Pizza                                  | 1:49 |
| 15.   | Adrenaline                                       | 6:26 |
| 16.   | Buck Buck                                        | 4:11 |
| 17.   | TMNT March                                       | 2:07 |
| 70:02 |                                                  |      |

## Sortie

### Accueil critique
Aux États-Unis, le film reçoit globalement de mauvaises critiques. Sur l'agrégateur Rotten Tomatoes, il n'obtient que 19 % d'opinions favorables pour 90 critiques recensées. Sur Metacritic, Ninja Turtles totalise une moyenne de 33/100 pour 28 critiques.
Sur le site d'Allociné, le film reçoit des critiques mitigées. La presse lui donne une moyenne de 2,2/5 basée sur 22 critiques presse et une moyenne chez les spectateurs de 3,1/5.

### Box-office
| Pays ou région | Box-office        | Date d'arrêt du box-office | Nombre de semaines |
| -------------- | ----------------- | -------------------------- | ------------------ |
| États-Unis     | 191 204 754 $,    | 20 novembre 2014           | 15                 |
| France         | 1 783 919 entrées | 21 octobre 2014            |                    |
| Monde          | 493 333 584 $     | 20 novembre 2014           | -                  |

Pour sa première fin de semaine d'exploitation américaine, le film réalise près de 65 millions de dollars de recettes.

## Suite
En août 2014, alors que le film n'est pas encore sorti dans certains pays comme la France, une suite est annoncée, après l'excellent démarrage du film au box-office américain. Le film est sorti aux États-Unis le 3 juin 2016.